# Василевський Сергій Петрович
Сергій Петрович Василе́вський (нар. 21 березня 1917, Хотінь — пом. 20 березня 1999, Запоріжжя) — український архітектор; член Спілки архітекторів України з 1957 року. Заслужений архітектор УРСР з 1970 року.

## Біографія
Народився 8 [21] березня 1917 року в селі Хотіні (тепер селище міського типу Сумського району Сумської області, Україна). Брав участь у німецько-радянській війні. Нагороджений орденом Вітчизняної війни ІІ ступеня (6 квітня 1985). Член ВКП(б) з 1945 року. 1947 року закінчив Харківський інженерно-будівельний інститут.
Працював у проєктно-будівельних організаціях Запоріжжя. Протягом 1955—1982 років був головним архітектором Запоріжжя. З 1982 року головний інженер, з 1984 року — старший архітектор, протягом 1988–1989 років — старший інженер Архітектурно-планувального управління. Помер в Запоріжжі 20 березня 1999 року.

## Споруди і проєкти
- Павільйон на сільськогосподарській виставці в Запоріжжі (1951);
- Комплекс житлових будівель та парк у Бердянську (1952);
- Літній кінотеатр в Запоріжжі (1952—1953);
- Металургійний технікум в Запоріжжі (1954);
- Квартал триповерхових житлових будинків у Токмаку (1955);
- Проєкт перебудови центру Запоріжжя (1960, у співавторстві з Георгієм Вегманом, Аллою Івановою, Г. Орєховою).
- Генеральний план Запоріжжя (1965, 1985; у співавторстві).

Керував забудовою нових районів Запоріжжя — Хортицького, Південного, Бородінського, а також готелю «Інтурист» (1971). Керував і був співавторором Палацу культури «Дніпроспецталь», Палацу піонерів, споруди Запорізького цирку, співавторором і куратором будівництва Музею запорозького козацтва на острові Хортиці.